# Bar ends

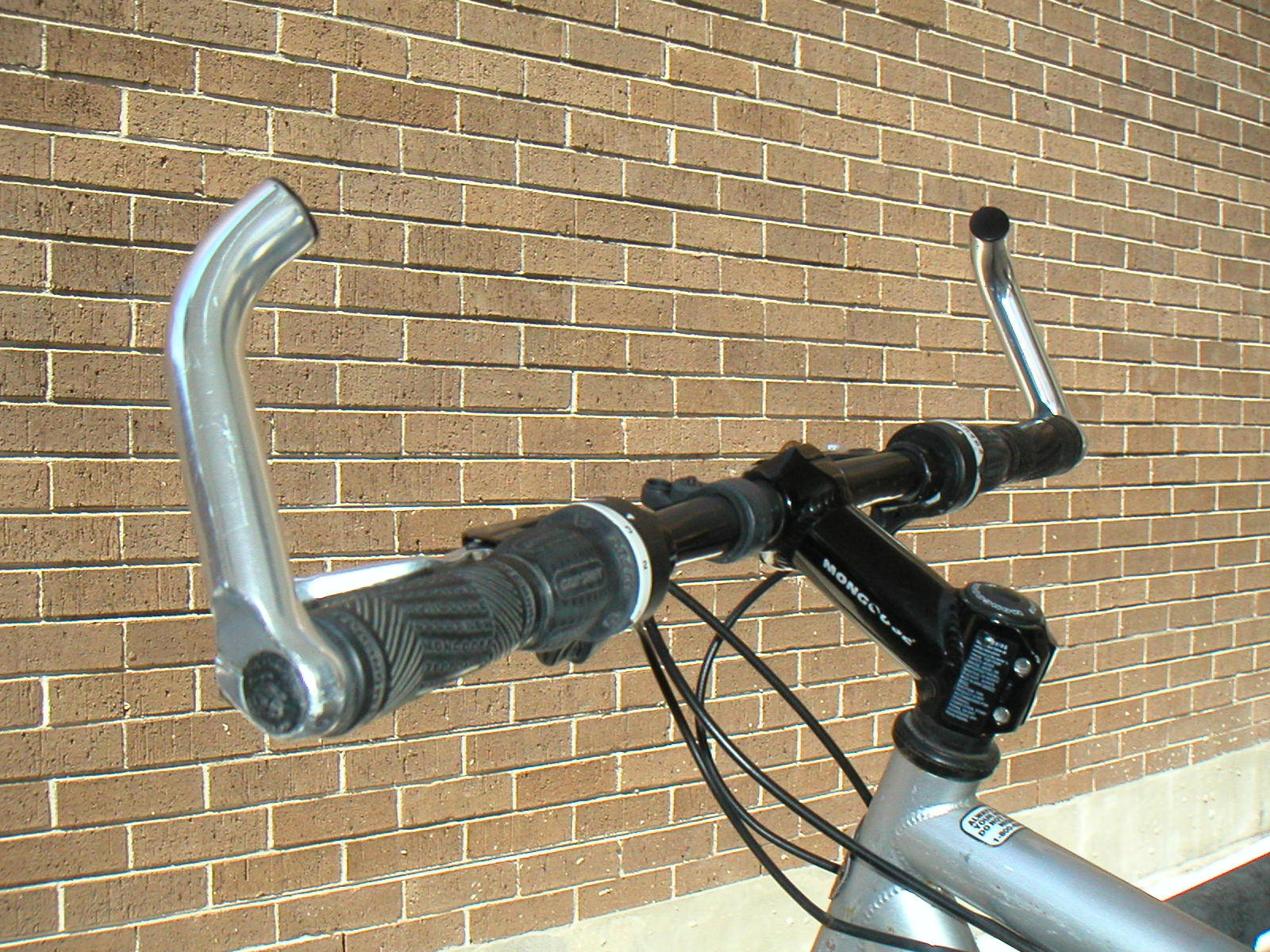
Bar ends

Bij sommige fietsen zijn bar ends ('stangeinden') verlengingen aan het einde van de rechte sturen, meestal geplaatst op mountainbikes. Ze buigen zachtjes naar boven weg van de rijder en laten de rijder toe om van grippositie te veranderen. Bar-ends worden vooral gebruikt om verder voorover te gaan zitten bij steile heuvels die moeten worden beklommen.